# Biton namaqua
Espèce
Synonymes
- Daesia namaqua Kraepelin, 1899

Biton namaqua est une espèce de solifuges de la famille des Daesiidae.

## Distribution
Cette espèce se rencontre en Afrique du Sud et en Namibie.

## Description
La femelle holotype mesure 13 mm.
Les mâles décrits par Roewer en 1933 mesurent de 12 à 13 mm et la femelle 12 mm.

## Publication originale
- Kraepelin, 1899 : Zur Systematik der Solifugen. Mitteilungen aus dem Naturhistorischen Museum in Hamburg, vol. 16, p. 195–259 (texte intégral).